# David Graf (acteur)
Pour les articles homonymes, voir David Graf (homonymie) et Graf.
David Graf, né le 16 avril 1950 à Lancaster dans l'Ohio et décédé le 7 avril 2001 à Phoenix en Arizona à l'âge de 50 ans d'une crise cardiaque, est un acteur américain.

## Biographie
Il est connu pour son rôle de la tête brûlée Eugene Tackleberry dans les Police Academy. Il a aussi fait plusieurs apparitions dans des séries télévisées.

## Filmographie

### Cinéma
- 1981 : Georgia (Four Friends) : Gergley
- 1984 : Police Academy : Cadet Eugene Tackleberry
- 1984 : Divorce à Hollywood (Irreconcilable Differences) : Bink
- 1985 : Police Academy 2 : Au boulot ! (Police Academy 2: Their First Assignment) : Aspirant Eugene Tackleberry
- 1986 : Police Academy 3 : Instructeurs de choc (Police Academy 3: Back in Training) : Sergent Eugene Tackleberry
- 1987 : Magie Rose (Love at Stake) : Nathaniel
- 1987 : Police Academy 4 : Aux armes citoyens (Police Academy 4: Citizens on Patrol) : Sergent Eugene Tackleberry
- 1988 : Police Academy 5 : Débarquement à Miami Beach (Police Academy 5: Assignment Miami Beach) : Sergent Eugene Tackleberry
- 1989 : Police Academy 6 : S.O.S. ville en état de choc (Police Academy 6: City Under Siege) : Sergent Eugene Tackleberry
- 1991 : Without a Pass : Un officier blanc - 1990
- 1993 : American Kickboxer 2 : Howard
- 1993 : Suture : Lt. Weismann
- 1994 : Un ange gardien pour Tess (Guarding Tess) : Lee Danielson
- 1994 : Police Academy : Mission à Moscou (Police Academy: Mission to Moscow) de Alan Metter : Sergent Eugene Tackleberry
- 1995 : La Tribu Brady (The Brady Bunch Movie) de Betty Thomas : Sam Franklin
- 1996 : Citizen Ruth : Juge Richter
- 2000 : L'Enfer du devoir (Rules of engagement) : Commandeur ARG
- 2000 : Un trop bel alibi (In Pursuit) : Dad
- 2000 : The Cactus Kid : Charles

### Télévision
- 1981 : Shérif, fais-moi peur (The Dukes of Hazzard) (série TV) (saison 3, épisode 23 "Le Vase de Canterbury") : Maury
- 1982 : The Long Summer of George Addams (Téléfilm) : Olin Summers
- 1982 : M*A*S*H (série télévisée) : Lt. Spears
- 1983 : Voyages au bout du temps (série télévisée) : Mike
- 1983 : L'Agence tous risques (The A-Team) (série télévisée) : Cooper
- 1984 : Matt Houston (série télévisée) : Ernest
- 1984 : Riptide (série télévisée) : Marty Valentine
- 1984 : The Yellow Rose (en) (série télévisée) : Floyd Yates
- 1984 : Supercopter (Airwolf) (série télévisée) : Billie
- 1986 : He's the Mayor (série télévisée) : Harlan Nash
- 1987 : Cameo by Night (série télévisée) : Détective Kraxburger
- 1987 : Tribunal de nuit (Night Court) (série télévisée) : Hondo Jenkins
- 1988 : Shakedown on the Sunset Strip (Téléfilm) : Officier Jack Ruggles
- 1988 : The Town Bully (Téléfilm) : Raymond West
- 1988 : Police Story: The Watch Commander (Téléfilm) : Off. Jim Schaeffer
- 1990 : Elvis (en) (série télévisée) : Bob Neal
- 1990 : La Belle et la Bête (Beauty and the Beast) (série télévisée) : Gregory Coyle
- 1990 : Charles s'en charge (Charles in Charge) (série télévisée) : Steve Colfax
- 1990 : Ferris Bueller (en) (série télévisée) : Officier Peyson
- 1991 : The Whereabouts of Jenny (Téléfilm) : Scranton
- 1991 : Code Quantum (série télévisée) : Shériff Nolan
- 1991 : Le Cavalier solitaire (Paradise) (série télévisée) : Marshal Bartlet
- 1991 : Teech (série télévisée) : George Dubcek Sr.
- 1991 : Corky, un adolescent pas comme les autres (Life Goes On) (série télévisée) : M.. Gilmore
- 1991 : Docteur Doogie (Doogie Howser, M.D.) (série télévisée) : Sam
- 1992 : Brooklyn Bridge (en) (série télévisée) : Coach Bloom
- 1992 : Seinfeld (série télévisée) : Un flic #2
- 1992 : La Vie de famille (Family Matters) (série télévisée) : Sergent Shishka
- 1993 : For Their Own Good (Téléfilm) : Miles
- 1993 : Papa bricole (Home Improvment) (série télévisée) : Chuck Norwood
- 1993, 1995 et 1997 : Notre belle famille (Step by Step) (série télévisée) : Phil Jones / Mitch Crawford / Dave Roberts
- 1994 : Dream On (série télévisée) : Larry
- 1994 : Roseanne: An Unauthorized Biography (Téléfilm) : Tom Arnold
- 1994 : Tel père, tel scout (Father and Scout) (Téléfilm) : Chet
- 1994 : Loïs et Clark : Les Nouvelles Aventures de Superman (Lois & Clark: The New Adventures of Superman (série télévisée) : Wally
- 1994 - 1996 : Drôles de monstres (Aaahh!!! Real Monsters) (série télévisée) : Dick / Le vieux Dick / Le monstre qui rote
- 1995 : Star Trek: Voyager (série télévisée) : Fred Noonan
- 1995 : Courthouse (en) (série télévisée) : Adam Bonneville
- 1996 : Martin (série télévisée) : Officier Hayes
- 1996 : Panique sur le vol 285 (Hijacked: Flight 285) (Téléfilm) : Un alcoolique
- 1996 - 1997 : Surfers détectives (High Tide) (série télévisée) : Jay Cassidy
- 1996 - 1997 : Promised Land (série télévisée) : Kyle Matthews
- 1997 : Jeux d'espions (Spy Game) (série télévisée) : Ivan Rogov
- 1997 : Skeletons (Saugatuck) (Téléfilm) : Sam
- 1997 : Star Trek: Deep Space Nine (série télévisée) : Leskit
- 1997 : Teen Angel (série télévisée) : Lenny
- 1998 : Caroline in the City (série télévisée) : M.. Wolfe
- 1998 : La Vie à cinq (Party of Five) (série télévisée) : Buyer / Sutherland
- 1998 : Police Academy (Police Academy: The Series) (série télévisée) : Tackleberry
- 1998 : The Simple Life (série télévisée) : Woodrow Stillwell
- 1998 : Brink, champion de roller (Brink!) (Téléfilm) : Ralph Brinker
- 1998 : Sports Night (Téléfilm) : Chase
- 1998 : La Famille Delajungle (The Wild Thornberrys) (série télévisée) : Head Finch/Iguana (Voix)
- 1999 : Les Anges du bonheur (Touched by an Angel) (série télévisée) : Dewey Burton
- 1999 : JAG (série télévisée) : John Newman
- 1999 : Les Parker (série télévisée) : Dr Dume
- 2000 : Becker (série télévisée) : Lloyd Martin
- 2000 : Diagnostic : Meurtre (Diagnosis Murder) (série télévisée) : John
- 2000 : Mon ami Sam (Téléfilm) : Juge Henry
- 2000 : Arliss (série télévisée) : Donnei Sadowski
- 2000 - 2001 : À la Maison-Blanche (The West Wing) (série télévisée) : Colonel Chase
- 2001 : Son of the Beach (série télévisée) : Jacques Douche